# Aspirata
Aspiratae sind, neben den Tenues und den Mediae, Typen der altgriechischen Konsonanten. Die Aspiratae (lat. „behaucht“) werden betont und aspiriert gesprochen. In der lateinischen Transkription wurden sie immer mit einem zusätzlichen H übernommen (z. B. griechisches θ als th). Zu ihnen gehören der Dental Theta, der Labial Phi und der Guttural Chi. Gutturale und Labiale ändern ihre Tonform vor einer Aspirata zu einer Aspirata, so wird Pi vor Theta zu Phi (π + θ < φθ).